# Batu Tunggal (Halongonan)
Batu Tunggal is een bestuurslaag in het regentschap Padang Lawas Utara van de provincie Noord-Sumatra, Indonesië. Batu Tunggal telt 204 inwoners (volkstelling 2010).